# قصة حصار لشبونة
قصة حصار لشبونة رواية للكاتب البرتغالي خوسيه ساراماغو الحاصل على جائزة نوبل للآداب، نُشرت لأول مرة سنة 1989.
في هذه الرواية، يتحدى ساراماغو التفسيرات التاريخية الأحادية التي تركز فقط على الملوك والمعارك، ويدعو إلى رؤية أكثر تعددية تشمل الدوافع الفردية والسلوك البشري، كما تأخذ بعين الاعتبار دور الصدفة في تشكيل مجرى التاريخ.

## ملخص القصة
يُكلَّف رايموندو سيلفا، وهو مصحح لغوي يعمل في دار نشر، بمراجعة كتاب يحمل عنوان تاريخ حصار لشبونة. وأثناء عمله، يقرر أن يُدخل تغييراً جوهرياً في النص بإضافة كلمة "لم"، ليصبح المعنى أن الصليبيين لم يأتوا لمساعدة ملك البرتغال في استعادة لشبونة من المسلمين. يؤدي هذا التغيير إلى تبعات كبيرة، سواء على المستوى المهني والشخصي لرايموندو، أو على مهنة كتابة التاريخ نفسها. كما تتضمن الحبكة قصة حب تنشأ بين رايموندو سيلفا ومشرفته التحريرية ماريا سارا.
أما الحبكة الثانية في الرواية، فهي إعادة سرد من ساراماغو لحصار لشبونة بأسلوب الرواية التاريخية الرومانسية، حيث يمزج بين الوقائع التاريخية والخيال الأدبي، مانحًا للأحداث بعدًا إنسانيًا وعاطفيًا يتجاوز السرد التقليدي للتاريخ.

## النقد
وصفت مجلة كيركوس ريفيوس الرواية بأنها "عملٌ ميتاسردي مُسلٍّ ببراعة، يتناول هشاشة التاريخ والواقع الذي تمنحه له الكتابة الروائية"، وقد اعتُبرت أفضل أعمال ساراماغو حتى ذلك الحين.
ينتقل ساراماغو بسلاسة بين عالم الماضي المعاد تخيله، وعالم الحاضر غير البطولي، حيث تُقاطع خيالات رايموندو الممتعة نداءات الجوع ورنين الهواتف. تحتوي الرواية على طيف واسع من الإشارات المرجعية، وتُقابل بين الزمنين الماضي والحاضر بأسلوب ساخر، كما تتخذ شكل جُمل وفقرات طويلة ملتوية وأنيقة—وإن كانت تتطلب تركيزًا عالياً من القارئ، إلا أنها لا تقع في الغموض، بفضل وضوح ساراماغو وخفة روحه.

كتب إدموند وايت في مراجعته للرواية في صحيفة «نيويورك تايمز»:
"وجدتُ الحوار اللفظي المتبادل بين المصححين خلال مرحلة التودد أكثر جوانب الرواية إقناعًا وحيوية. [...] أما بقية الكتابة، فقد تبدو أحيانًا وكأنها لا شيء سوى استطرادات، رغم أن الكاتب يبعثر العديد من الإشارات التي تدل بوضوح على أنه يقصد تمامًا تلك الالتفافات والانحرافات السردية. في موضع ما، يخبرنا أن القصة يمكن أن تكون مكوّنة من 10 كلمات أو 100 أو 100,000 — فكل قصة، في الحقيقة، قابلة للامتداد إلى ما لا نهاية. كما يُشير مازحًا إلى إطالته في السرد — التي تختلف عن التفاخر الفارغ في كونها لا تكون مملة أبدًا أو خالية من روح الدعابة"

## الموقف من الاسترداد
كما أشار الناقد نعوم ليفينهوف،  فإن أحد الموضوعات الرئيسية في الرواية هو تقدير ساراماغو لفترة الاسترداد (الريكونكيستا)، والتي تُعتبر عنصرًا مركزيًا في تاريخ كل من البرتغال وإسبانيا، حيث يُشكّل احتلال لشبونة أو إعادة احتلالها من قبل المسيحيين وتحويلها إلى عاصمة البرتغال حدثًا محوريًا في هذه الفترة.
البطل سيلفا، الذي يمكن الافتراض أنه يمثل ساراماغو نفسه جزئيًا في هذا الشأن، يظهر موقفًا غامضًا تجاه هذا الموضوع. فمن جهة، هو برتغالي الجنسية، ورغم أنه ليس متدينًا بشدة، إلا أنه جزء من تراث ثقافي مسيحي برتغالي يمتد لعدة قرون. وهو يدرك جيدًا أنه لولا فتح لشبونة لما كانت البرتغال كما نعرفها اليوم، وفي أحد المقاطع يعبر عن أنه لم يكن ليرغب في أن يجد نفسه يعيش "في مدينة للمسلمين".
من جهة أخرى، وبصفته من مواليد لشبونة ونشأ فيها، وخاصة في المدينة القديمة التي كانت سابقًا مدينة أندلسية صمدت أمام الحصار المسيحي، يُظهر تعاطفًا كبيرًا مع المسلمين في لشبونة، الذين تعرضوا لهجوم من جيش غازي غريب وقاسٍ، عانوا من المجاعة خلال الحصار واضطروا إلى أكل الكلاب (وهو أمر يتكرر ذكره في الرواية)، وتعرضوا لمجزرة عندما سقطت المدينة أخيرًا.
يمكن تفسير التوتر بين هذين الموقفين المتناقضين جزئيًا من خلال وجود المحارب المسيحي البرتغالي المتعاطف، الذي يلعب دورًا بارزًا في الرواية ويحمل اسمًا عربيًا، مما يوحي بأنه ربما كان من أصول مستعربية أو مسلمة. وهذا يعكس فكرة أن رغم القتال الدموي بين المسيحيين والمسلمين، إلا أن هناك استمرارية أساسية في سكان الأراضي البرتغالية، بغض النظر عن دياناتهم.
قارن ليفينهوف موقف ساراماغو الغامض تجاه فتح لشبونة المسلمة وتحولها إلى مدينة مسيحية بمواقف عديدة تجاه فتح المدن الفلسطيـ نية عام 1948.